# Juan de Sandoval

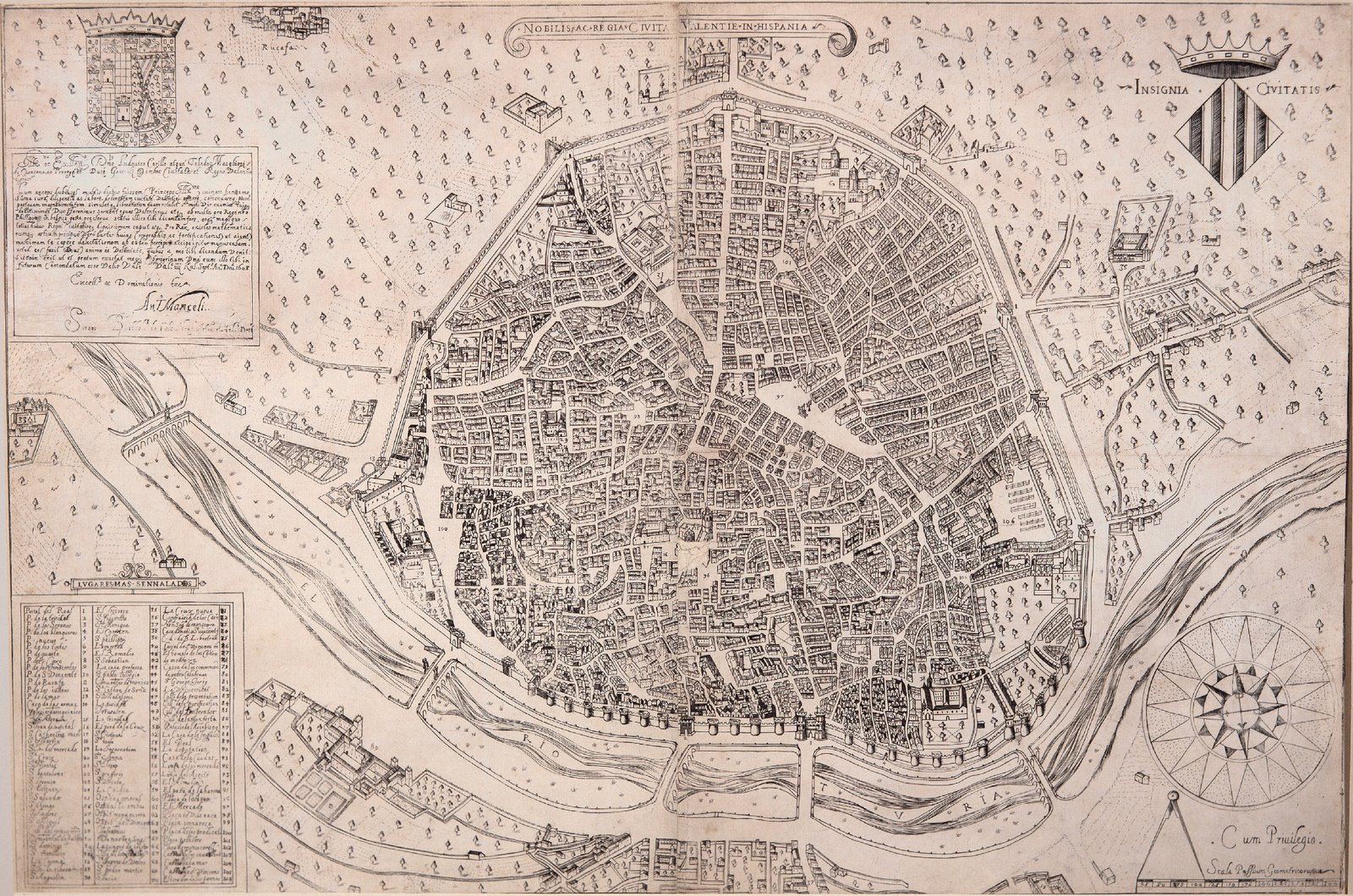
Plano de Valencia en 1608, donde residió Juan como virrey entre 1604 y enero de 1606.

Juan de Sandoval y Rojas, I marqués de Villamizar (Lerma, 1556/1558-Valencia, 23 de enero de 1606) fue un noble y político castellano, hermano de Francisco de Sandoval, I duque de Lerma y valido de Felipe III.

## Biografía
Fue hijo de Francisco Gómez de Sandoval y Zúñiga, IV marqués de Denia y su mujer, Isabel de Borja. Tuvo por hermanos a:
- Francisco, I duque de Lerma.
- Catalina de Zúñiga y Sandoval, casada con Fernando Ruiz de Castro Andrade y Portugal, VI conde de Lemos.
- Leonor de Sandoval, casada con Lope de Moscoso Osorio, V conde de Altamira.

Su padre falleció el 21 de marzo de 1574, quedando Juan a cargo de su hermano mayor Francisco. El tío de ambos, Cristóbal de Rojas, que desde 1570 era arzobispo de Sevilla y residía en la ciudad, se encargó de la educación de Juan.
En 1582 fue nombrado caballero de la Orden de Calatrava. Contrajo matrimonio en Sevilla con Bernardina Vicentelo, viuda de Alberto Colón de Portugal, conde de Gelves e hija de Juan Antonio Vicentelo, señor de Cantillana y Brenes, y de su esposa Brígida Corzo. 
No tuvo descendencia de este matrimonio.
Con el advenimiento al trono de Felipe III en 1598 su hermano Francisco alcanzó el valimiento del joven monarca. En 1599 fue nombrado gentilhombre de cámara del rey en enero-febrero y después sería nombrado primer caballerizo del rey. El 29 de diciembre de ese año fue nombrado provincial y juez ejecutor de la Hermandad de Sevilla, aunque renunció al título poco después como consecuencia de la oposición del cabildo de la seo sevillana.
En 1600 el monarca concedió a Juan un título de Castilla, nombrándole marqués de Villamizar. Según Luis Cabrera de Córdoba hacia junio de 1601 se especuló con su nombramiento como presidente del Consejo de Indias.
Tras la celebración de cortes en el reino de Valencia, el 24 de enero de 1604, Felipe III nombró a Juan de Sandoval virrey de Valencia. Juan sustituyó en el cargo a Juan de Ribera, patriarca de Antioquia y arzobispo de Valencia, que ejercía como virrey desde 1602. Además, su hermano mayor Francisco había sido virrey de Valencia entre 1595 y 1597. Tras el nombramiento el rey le permitió conservar su puesto como primer caballerizo, dejando en funciones al sobrino de Juan, Cristóbal de Sandoval.
Murió el 23 de enero de 1606 en Valencia.

## Títulos, órdenes y cargos

### Títulos
- I marqués de Villamizar. (1600)[6]

### Órdenes
- Orden de Calatrava.
  - Comendador de Carrión y de Moral.
  - Caballero (1582)

### Cargos
- Virrey del reino de Valencia.
- Primer caballerizo del rey de España.[9]
- Gentilhombre de cámara del rey de España. (enero-febrero de 1599)[4]